# Troféu Brasil de Ginástica Artística de 2025
O Troféu Brasil de Ginástica Artística de 2025 foi uma competição de ginástica artística organizada pela Confederação Brasileira de Ginástica realizada em 9 e 11 de maio de 2025 na Arena BRB Nilson Nelson em Brasília.

## Programação
- Sexta-feira, 9 de maio
  - 08:00 - 10:40 Classificatória Masculina (Solo - Cavalo - Argolas)
  - 10:45 - 13:00 Classificatória Masculina (Salto - Paralelas - Barra)
  - 14:30 - 16:46 Classificatória Feminina (Grupos 1, 2 e 3)
  - 16:46 - 18:15 Classificatória Feminina (Grupos 4 e 5)

- Domingo, 11 de maio
  - 09:35 - 10:03 Final Solo GAM
  - 10:08 - 10:36 Final Salto GAF e Cavalo com Alças GAM
  - 10:41 - 11:09 Final Argolas GAM e Barras Assimétricas GAF
  - 11:35 - 12:11 Final Salto GAM e Trave GAF
  - 12:16 - 12:44 Final Barras Paralelas GAM e Solo GAF
  - 12:49 - 13:35 Final Barra Fixa GAM

## Resumo de medalhas

### Medalhistas
| Evento              | Ouro                                             | Prata                                    | Bronze                                      |
| ------------------- | ------------------------------------------------ | ---------------------------------------- | ------------------------------------------- |
| Masculino           |                                                  |                                          |                                             |
| Solo                | Patrick Correa Esporte Clube Pinheiros           | Lucas Bitencourt Minas Tênis Clube       | Tomás Florêncio AGITH                       |
| Cavalo com alças    | Johnny Oshiro AGITH                              | Caio Souza Minas Tênis Clube             | Pedro Silvestre ADECO                       |
| Argolas             | Caio Souza Minas Tênis Clube                     | Juliano Oliva Grêmio Náutico União       | Felipe Bono AGITH                           |
| Salto               | Tomás Florêncio AGITH                            | Patrick Correa Esporte Clube Pinheiros   | João Matheus Silva SOGIPA                   |
| Barras paralelas    | Caio Souza Minas Tênis Clube                     | Johnny Oshiro AGITH                      | Leonardo Souza Esporte Clube Pinheiros      |
| Barra fixa          | Caio Souza Minas Tênis Clube                     | Patrick Correa Esporte Clube Pinheiros   | Rogerio Borges ADECO                        |
| Feminino            |                                                  |                                          |                                             |
| Salto               | Luiza Abel Grêmio Náutico União                  | Clara Stecca Grêmio Náutico União        | Rebeca Procópio SESI-SP                     |
| Barras assimétricas | Ana Luiza Lima Minas Tênis Clube                 | Luiza Abel Grêmio Náutico União          | Thaís Fidélis SESI-SP                       |
| Trave               | Maria Eduarda Pinto Clube de Regatas do Flamengo | Gabriela Barbosa Esporte Clube Pinheiros | Ana Luiza Lima Minas Tênis Clube            |
| Solo                | Hellen Silva Clube de Regatas do Flamengo        | Sophia Weisberg Esporte Clube Pinheiros  | Julia Coutinho Clube de Regatas do Flamengo |

### Quadro de medalhas

#### Geral
| Pos.               | Equipe                       | Ouro | Prata | Bronze | Total |
| ------------------ | ---------------------------- | ---- | ----- | ------ | ----- |
| 1                  | Minas Tênis Clube            | 4    | 2     | 1      | 7     |
| 2                  | AGITH                        | 2    | 1     | 2      | 5     |
| 3                  | Clube de Regatas do Flamengo | 2    | 0     | 1      | 3     |
| 4                  | Esporte Clube Pinheiros      | 1    | 4     | 1      | 6     |
| 5                  | Grêmio Náutico União         | 1    | 3     | 0      | 4     |
| 6                  | ADECO                        | 0    | 0     | 2      | 2     |
| 6                  | SESI-SP                      | 0    | 0     | 2      | 2     |
| 8                  | SOGIPA                       | 0    | 0     | 1      | 1     |
| Total (8 entradas) | Total (8 entradas)           | 10   | 10    | 10     | 30    |

#### Masculino
| Pos.               | Equipe                  | Ouro | Prata | Bronze | Total |
| ------------------ | ----------------------- | ---- | ----- | ------ | ----- |
| 1                  | Minas Tênis Clube       | 3    | 2     | 0      | 5     |
| 2                  | AGITH                   | 2    | 1     | 2      | 5     |
| 3                  | Esporte Clube Pinheiros | 1    | 2     | 1      | 4     |
| 4                  | Grêmio Náutico União    | 0    | 1     | 0      | 1     |
| 5                  | ADECO                   | 0    | 0     | 2      | 2     |
| 6                  | SOGIPA                  | 0    | 0     | 1      | 1     |
| Total (6 entradas) | Total (6 entradas)      | 6    | 6     | 6      | 18    |

#### Feminino
| Pos.               | Equipe                       | Ouro | Prata | Bronze | Total |
| ------------------ | ---------------------------- | ---- | ----- | ------ | ----- |
| 1                  | Clube de Regatas do Flamengo | 2    | 0     | 1      | 3     |
| 2                  | Grêmio Náutico União         | 1    | 2     | 0      | 3     |
| 3                  | Minas Tênis Clube            | 1    | 0     | 1      | 2     |
| 4                  | Esporte Clube Pinheiros      | 0    | 2     | 0      | 2     |
| 5                  | SESI-SP                      | 0    | 0     | 2      | 2     |
| Total (5 entradas) | Total (5 entradas)           | 4    | 4     | 4      | 12    |

## Clubes participantes
- APAM Setor Leste (APAM-SL)
- Minas Tênis Clube (MTC)
- Centro de Excelência de Ginástica do Paraná (CEGIN)
- Clube de Regatas do Flamengo (CRF)
- Gemini Ginastica Artística (Gemini)
- Grêmio Náutico União (GNU)
- Sociedade de Ginástica Porto Alegre (SOGIPA)
- Jurerê Sports Center (JSC)
- Associação Desportiva Centro Olímpico (ADECO)
- Associação de Ginástica Di Thiene de Pais e Mestres (AGITH)
- Esporte Clube Pinheiros (ECP)
- SESI São Paulo (SESI)